# 日本住宅無尽
日本住宅無尽株式会社（にほんじゅうたくむじん）は、日本の不動産無尽会社。
現在、日本で唯一現存する無尽会社である。

## 概要
1913年（大正2年）、大日本土地住宅株式会社として創業した。創業建売用地・共同住宅用地の取得を中心に中古マンションの仕入、戸建・共同住宅建築などの給付業を行う。
三菱UFJフィナンシャルグループ企業である。銀行融資にて不動産を取得する場合、開発資金や旧建物解体資金を不動産取得資金に含むと担保評価割れとなるため融資対象とならない場合が多いが、 当社は、担保評価は考慮せず、加入者の掛金掛け込み実績が信用となるため給付可能としている。
戦中・戦後の住宅難による土地・建物需要を取り込み、本日まで存続している。

## 商品
- 共同住宅
- 中古住宅
- 建売
- 中古マンション
- 建築関連

## 営業エリア
1都5県（東京都、神奈川県、千葉県、埼玉県、茨城県、山梨県）